# Miguel Castillo (futbolista)
Miguel Ángel Castillo Flores (Tegucigalpa, Honduras; 30 de septiembre de 1983) es un futbolista hondureño. Juega de mediocampista y su equipo actual es el Platense de la Liga Nacional de Honduras.

## Trayectoria
Se ha destacado por ser uno de los pocos jugadores que han militado en los Cuatro Grandes del Fútbol Hondureño. Así también ha vestido las camisas de otros históricos clubes de Honduras (Victoria, Vida y Platense). 

## Selección nacional
Miguel Castillo ha jugado con la Selección de fútbol de Honduras en siete ocasiones, disputó la Copa de Oro de la Concacaf 2009 en la cual la Selección de fútbol de Honduras llegó a las semifinales.

### Participaciones en Copa Centroamericana
| Copa Centroamericana      | Sede       | Resultado  |
| ------------------------- | ---------- | ---------- |
| Copa Centroamericana 2013 | Costa Rica | Subcampeón |

### Participaciones en Copa de Oro
| Copa de Oro                     | Sede           | Resultado   |
| ------------------------------- | -------------- | ----------- |
| Copa de Oro de la Concacaf 2009 | Estados Unidos | Semifinales |

## Clubes
| Club        | País     | Año             |
| ----------- | -------- | --------------- |
| Olimpia     | Honduras | 2001 - 2002     |
| Pumas UNAH  | Honduras | 2002 - 2006     |
| Motagua     | Honduras | 2006 - 2009     |
| Olimpia     | Honduras | 2009 - 2012     |
| Victoria    | Honduras | 2012            |
| Real España | Honduras | 2013            |
| Marathón    | Honduras | 2013 - 2014     |
| Vida        | Honduras | 2014            |
| Victoria    | Honduras | 2015            |
| Platense    | Honduras | 2016            |
| Gimnástico  | Honduras | 2016 - Presente |